# Fred Murray
Frederic Seymour Murray, detto Fred e talvolta Feg (San Francisco, 15 maggio 1894 – Monterey, 16 luglio 1973), è stato un ostacolista statunitense, specializzato negli ostacoli alti.

## Palmarès
| Anno | Manifestazione  | Sede    | Evento   | Risultato | Prestazione | Note |
| ---- | --------------- | ------- | -------- | --------- | ----------- | ---- |
| 1920 | Giochi olimpici | Anversa | 110 m hs | Bronzo    | 15"1        |      |